# Paul Akouokou
Edgar Paul Akouokou (* 20. Dezember 1997 in Abidjan) ist ein ivorischer Fußballspieler, der aktuell bei Olympique Lyon in der Ligue 1 spielt.

## Karriere

### Verein
Akouokou wechselte im April 2016 vom burkinischen Klub Majestic FC nach Finnland zum Zweitligisten Ekenäs IF. In der Saison 2016 kam er dort zu 21 Einsätzen, wobei er einmal traf. Im Januar 2017 absolvierte er ein Probetraining beim SCO Angers, erhielt jedoch keinen Vertrag. In der Saison darauf spielte er bis Ende August 14 Mal und erzielte erneut ein Saisontor. Im Sommer 2017 wurde er für die gesamte Saison 2017/18 an den israelischen Erstligisten Beitar Jerusalem verliehen. Dort debütierte er am dritten Spieltag nach Einwechslung gegen Maccabi Petach Tikwa in einer Profiliga. Bis Ende Januar 2018 spielte er zwölfmal in der Ligat ha’Al und wurde anschließend für den Rest der Spielzeit in die Liga Leumit, die zweite israelische Liga, an Hapoel Ironi Rischon LeZion verliehen. Dort schoss er bei seinem dritten Spiel gegen Hapoel Petach Tikwa sein erstes Tor im Profibereich. Bis Saisonende spielte er 16 Mal in der Liga Leumit und schoss zwei Tore.
Nach der Leihrückkehr wechselte er nach Spanien zu Betis Sevilla, wo er zunächst in der zweiten Mannschaft eingeplant wurde. 2018/19 spielte er dort 20 Mal für die Reserve, stand aber auch schon bei der Profimannschaft im Kader. 2019/20 spielte er 26 Viertligaspiele und schaffte am Ende mit Betis Sevilla Deportivo den Aufstieg in die Primera Federación. Im September 2020 unterschrieb er einen Vertrag bei der ersten Mannschaft bis Juni 2024. Am zweiten Spieltag der darauf folgenden Saison debütierte er bei einem 2:0-Sieg über Real Valladolid nach später Einwechslung in der Primera División. Insgesamt spielte Akouokou 2020/21 zehn Ligaspiele, wobei er bereits viermal in der Startelf stand. Am 30. September 2021 stand er in der Europa League gegen Ferencváros Budapest in der Startelf und debütierte somit auf internationaler Ebene. 2021/22 spielte er achtmal in der Liga, zweimal in der Europa League und einmal im Pokal, den er mit dem Team im Finale gegen den FC Valencia gewann. In der Spielzeit 2022/23 spielte er zwölf Partien in der Meisterschaft und fünfmal in der Europa League.
Nach zwei Einsätzen zu Beginn der Folgesaison wechselte er Anfang September 2023 in die Ligue 1 zu Olympique Lyon. Dort kam er in der Saison 2023/24 achtmal zum Einsatz und wurde ab Anfang März gar nicht mehr berücksichtigt.

### Nationalmannschaft
Am 25. März 2022 wurde Akouokou bei einer 1:2-Niederlage in einem Freundschaftsspiel gegen Frankreich eingewechselt und debütierte somit für die ivorische A-Nationalmannschaft. Wenige Tage später absolvierte er ein weiteres Testspiel und im Juni 2022 lief er in zwei Afrika-Cup-Qualifikationsspielen auf, bevor er nicht mehr ins Nationalteam berufen wurde.

## Erfolge
Betis Sevilla B
- Aufstieg in die Primera Federación: 2020

Betis Sevilla
- Spanischer Pokalsieger: 2022